# فاطمة باعشن
فاطمة سالم باعشن هي المتحدثة باسم السفارة السعودية في واشنطن لتكون أول سيدة سعودية في ذلك المنصب. وتعد من الشخصيات النسائية السعودية المهمة. التي كرست جهودها من أجل تمكين المرأة السعودية خاصة من الناحية ألاقتصادية. ولها الكثير من ألاسهامات في الكثير من المجالات مثل : الإصلاحات الاقتصادية، وحقوق الإنسان وتنمية القطاع الخاص، والمشاركة المدنية.

## تعليمها
تعلمت في المرحلة الثانوية في ثانوية اكسفورد ( اكسفورد، ميسيسبي )
وحصلت على بكالوريوس الآداب في علم الأجتماع من جامعة ماساتشوستس في أمهيرست
وحصلت على ماجستير في التركيز على التمويل الإسلامي من جامعة شيكاغو.

## نشاطاتها
شغلت العديد من المناصب قيادية عدة، أبرزها مديرة في مؤسسة الجزيرة العربية في العاصمة الأمريكية.
وعملت مع وزارة العمل والاقتصاد والتخطيط.
وعملت مستشارة في الاستراتيجية الأجتماعية والاقتصادية للبنك الدولي والبنك الأسلامي للتنمية ومؤسسة الإمارات لتنمية الشباب .